# Ordine alfabetico
L'ordine alfabetico è una convenzione secondo cui un gruppo di nomi, o in generale di parole, viene messo in sequenza in base alla posizione che la lettera (o, in generale, il grafema) iniziale ha nell'alfabeto. Il solo ordine alfabetico, quello che costituisce l’ordine usuale per scrivere le lettere in modo isolato, fa parte di un sistema più complesso che permette di ordinare le parole o i nomi dei vocaboli.

## Storia
Una prima attestazione di ordine alfabetico risale al XIV secolo a.C., nell'antica città vicino-orientale di Ugarit, in tavolette disposte in alfabeto ugaritico. Il suo primo utilizzo sistematico potrebbe essere stato applicato nella biblioteca di Alessandria in Egitto, nel IV-III secolo a.C.: in particolare, forse erano in ordine alfabetico le perdute Pinakes di Callimaco, ritenute il primo catalogo di biblioteca di cui si abbia notizia.
Si hanno esempi di ordine alfabetico anche in opere erudite della letteratura latina, come in cataloghi compilati da Marco Terenzio Varrone o nel De verborum significatu, un'epitome realizzata da Sesto Pompeo Festo a partire dalle opere di Verrio Flacco.
Un altro esempio importante ne è la Suda a Bisanzio nel 900 (30 000 vocaboli in ordine alfabetico greco). Nel 1986, diventa il metodo principale di classifica secondo Donald Knuth.
L’ordine alfabetico era in uso quasi soltanto nel mondo occidentale e greco-orientale, e non si usava in Asia prima del Novecento dove i dizionari ed enciclopedie usavano altri criteri.

## Ordine alfabetico latino
Nelle lingue che impiegano l'alfabeto latino, l'ordine alfabetico comprende 26 lettere.
A – B – C – D – E – F – G – H – I – J – K – L – M – N – O – P – Q – R – S – T – U – V – W – X – Y – Z

## Ordine alfabetico greco
- Nella lingua greca, antica o moderna, l’ordine comprende le 24 lettere dell’alfabeto greco, ed è il seguente:

Α – Β – Γ – Δ – Ε – Ζ – Η – Θ – Ι – Κ – Λ – Μ – Ν – Ξ – Ο – Π –Ρ – Σ – Τ – Υ – Φ – Χ – Ψ – Ω

## Ordine alfabetico cirillico
Nelle lingue, slave o no, che utilizzano l’alfabeto cirillico, l’ordine generale è il seguente, dove sono indicate soltanto le 49 lettere usuali più 2 varianti del montenegrino, che sono quelle delle lingue slaviche:
А (A) – Б (Be) – В (Ve) – Г (Ge o He (Ghe)) – Ґ (Ghe capovolta) – Д (De) – Ђ (Dje) – Ѓ (Gje) – Е (Je) – Ё (Jo) - Є (Je ucraina) – Ж (Zhe) – З (Ze) – З́ (Zje) – Ѕ (Dze) – И (I) – І (I col puntino) – Ї (Ji) – Й (I breve) – Ј (Jé o I lunga) – К (Ka) – Л (El) – Љ (Lje) – М (Em) – Н (En) – Њ (Nje) – О (O) – П (Pe) – Р (Er) – С (Es) – С́ (Sje) – Т (Te) – Ћ (Tje) – Ќ (Kje) – У (U) – Ў (U breve) – Ф (Ef) – Х (Kha) – Ц (Tze) – Ч (Cié) – Џ (Dzhe) – Ш (Sha) – Щ (Shcha o Shtsha) – Ъ (Segno duro (jer duro)) – Ы (Jery) – Ь (Segno dolce (jer molle)) – Э (E capovolta) – Ю (Ju) – Я (Ja)
L’ordine segue pressappoco quello del sistema di numerazione cirillico, che spiega che si parli ancora dello I ottavo (И) e dello I decimo (І o i col puntino).

## Onomastica
In elenchi con nomi e cognomi di persone, si segue l'ordine alfabetico del cognome tenendo conto della particella nobiliare e della traslitterazione di cognomi stranieri.